# 10660 Феліксгормут
10660 Феліксгормут (10660 Felixhormuth) — астероїд головного поясу, відкритий 26 березня 1971 року.
Тіссеранів параметр щодо Юпітера — 3,179.